# Coldrain
A Coldrain (コールドレイン, coldrain) egy japán rock/metalegyüttes, amelyet 2007-ben alapítottak Nagojában.

## Az együttes tagjai

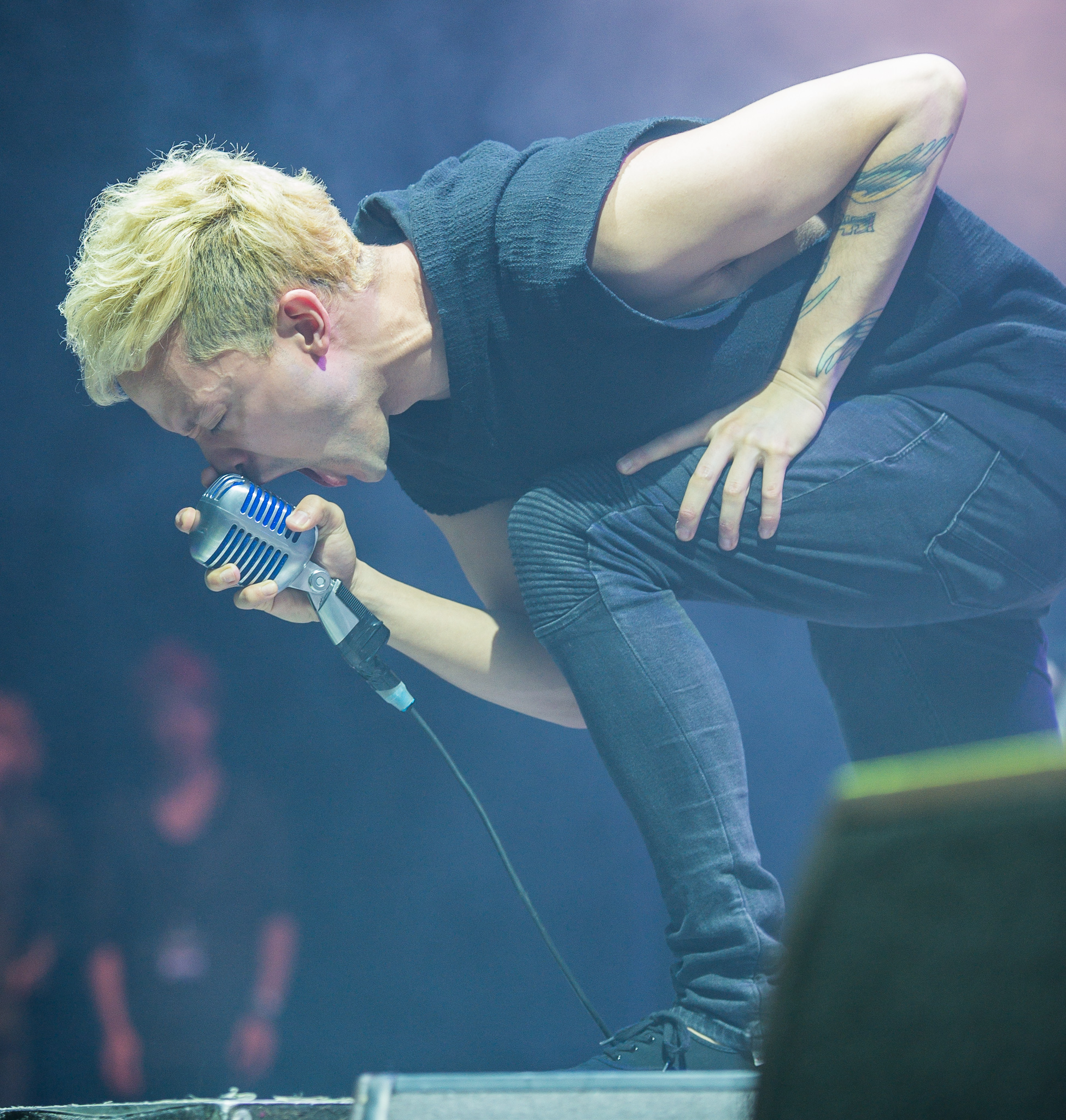
Masato
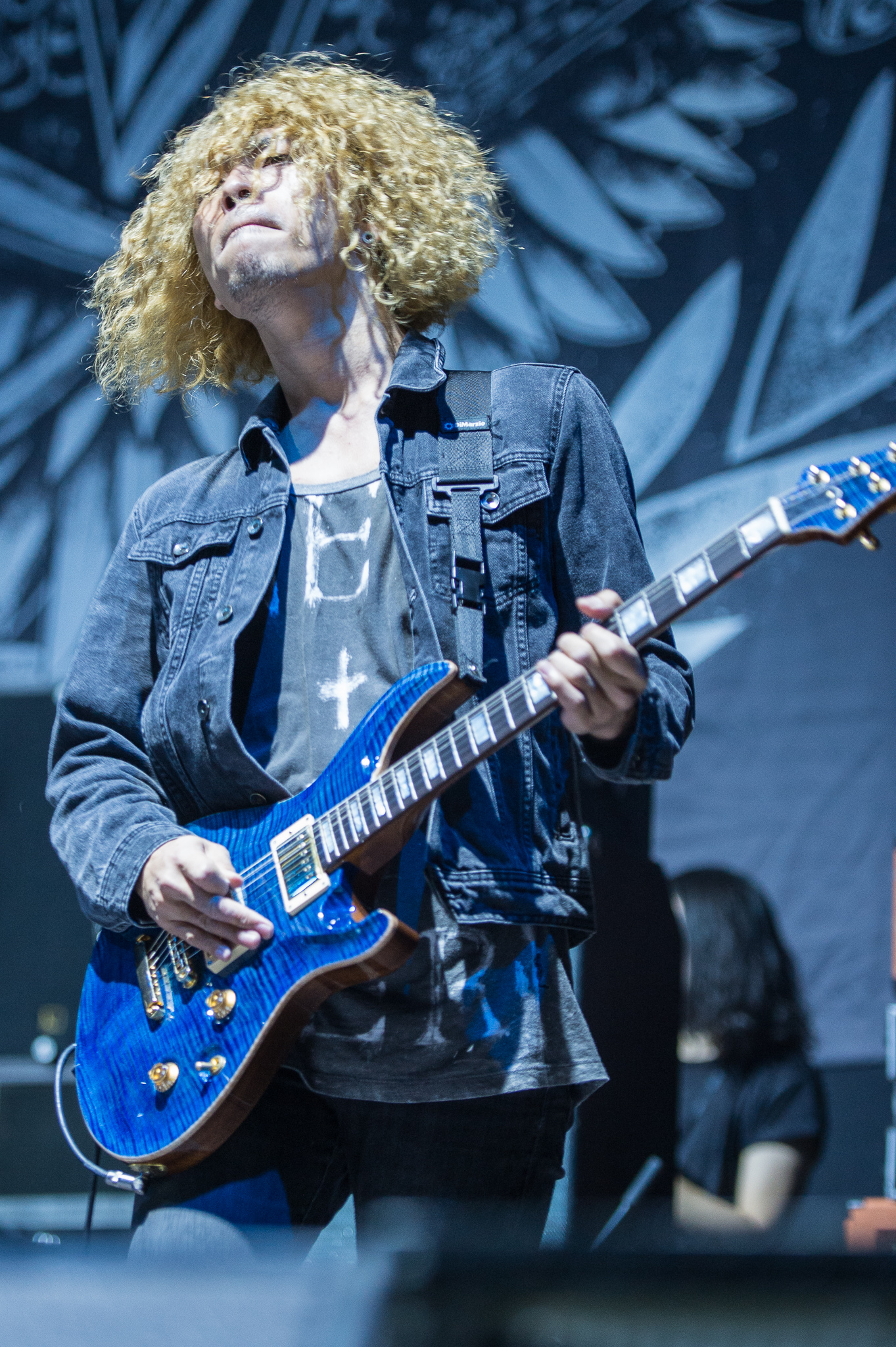
Y.K.C
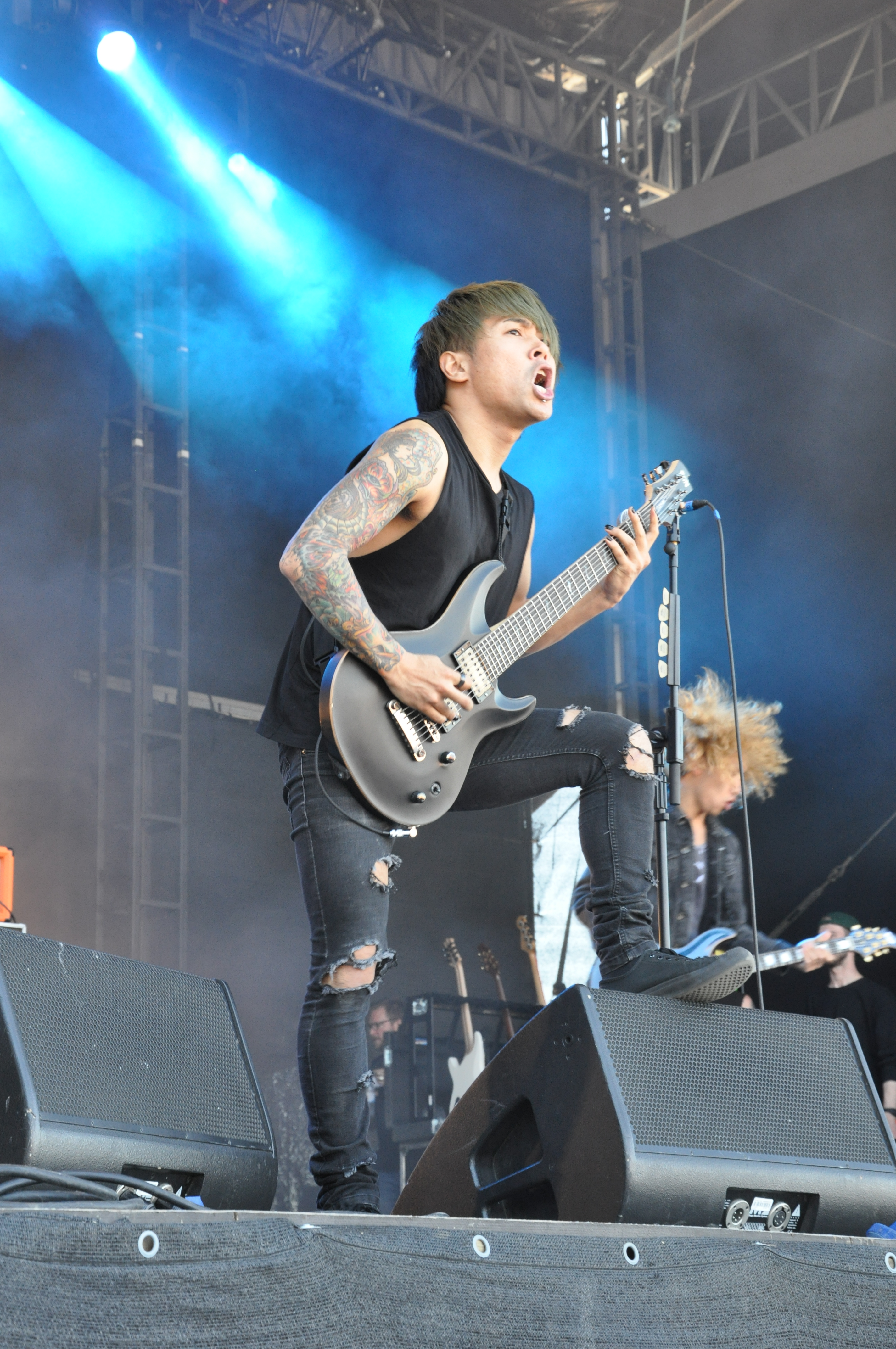
Sugi
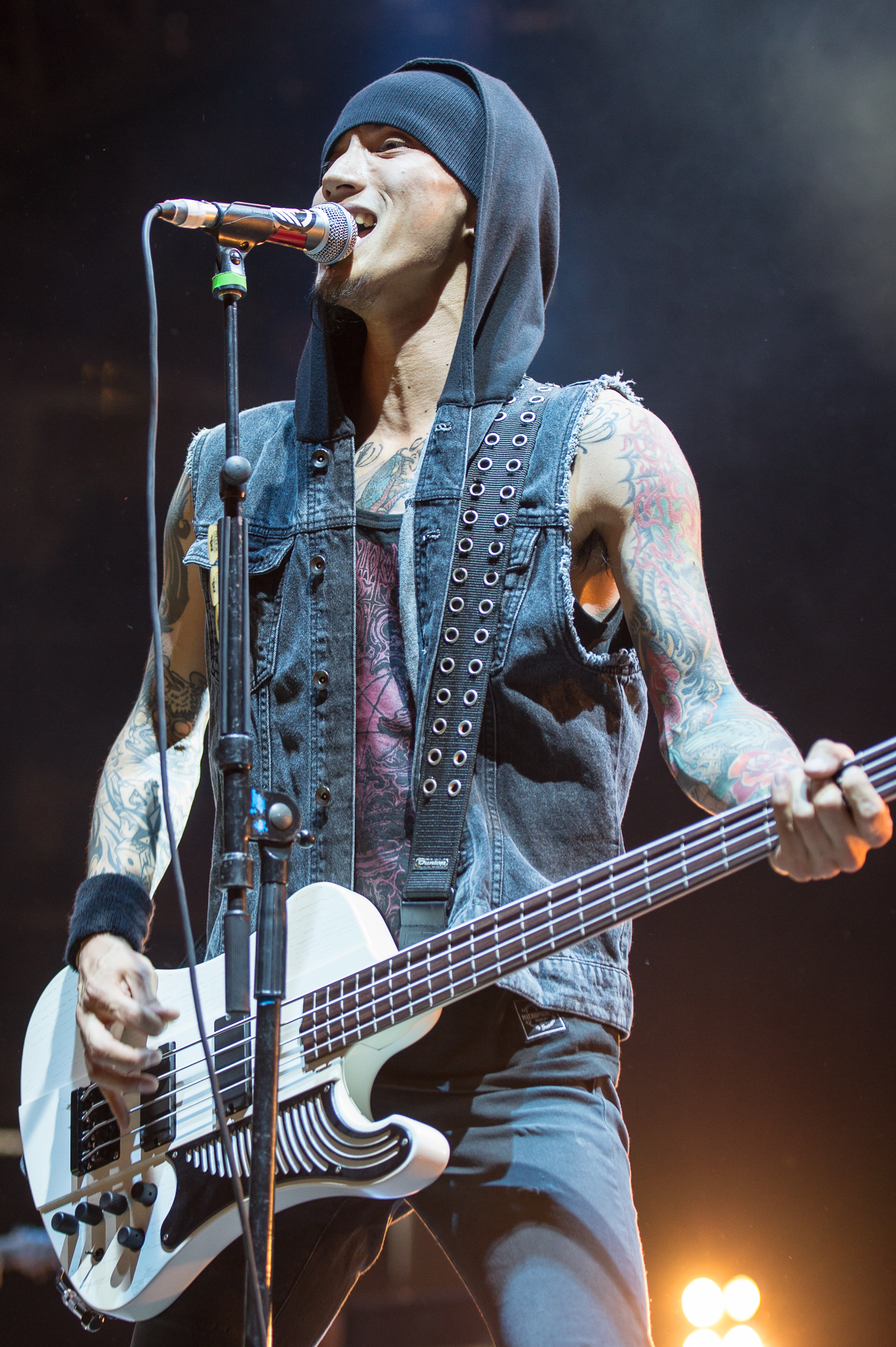
RxYxO
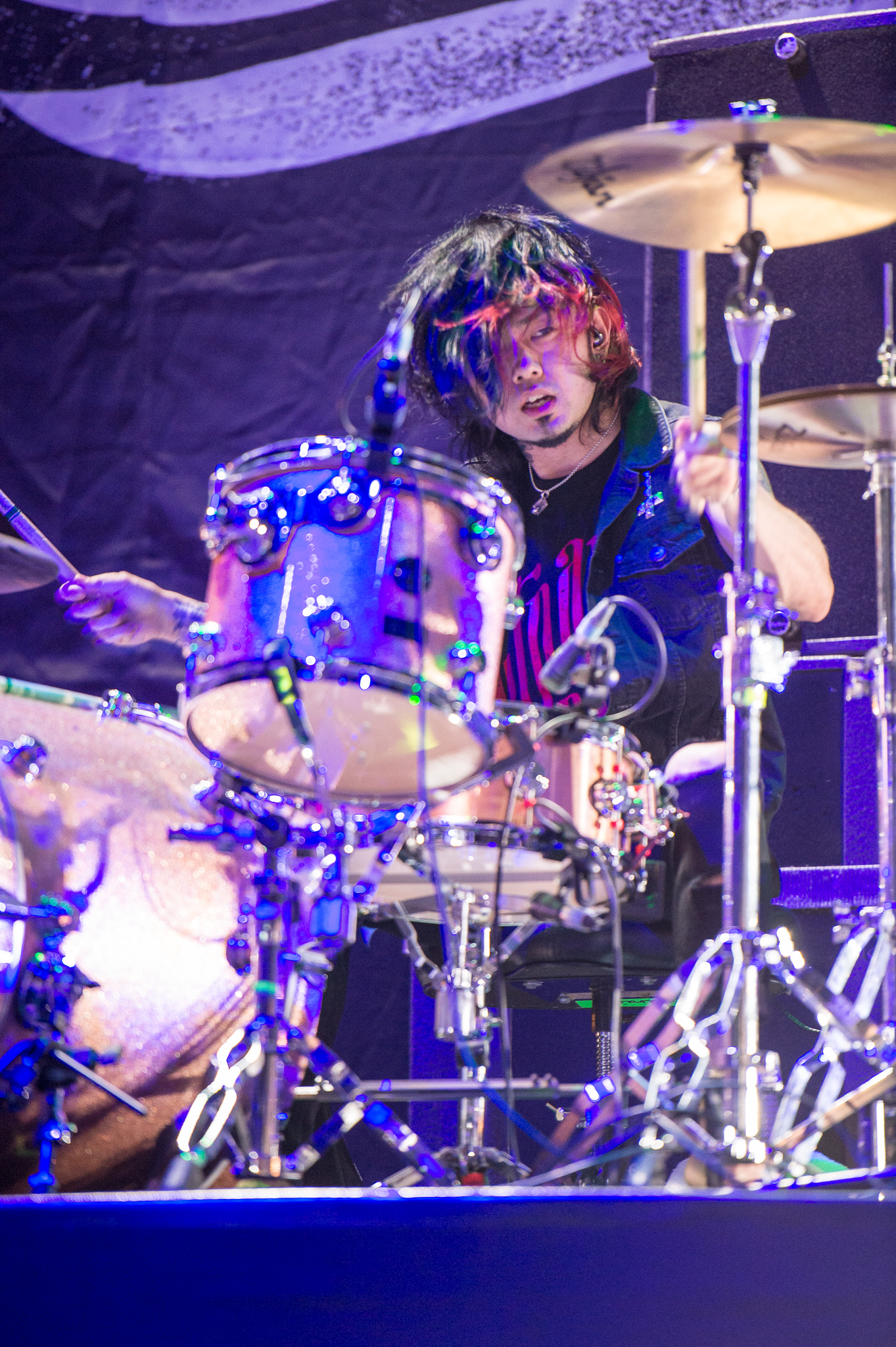
Katsuma

- Masato David Hayakawa (マサト; Hepburn: Masato?) – ének
- Jokocsi Rjó (ヨコチ; Hepburn: Y.K.C?) – szólógitár
- Szugijama Kazuja (スギ; Hepburn: Sugi?) – ritmusgitár, háttérvokál
- Simizu Rjó (リョウ; Hepburn: RxYxO?) – basszusgitár,  háttérvokál
- Minatani Kacuma (カツマ; Hepburn: Katsuma?) – dobok

## Diszkográfia

### Albumok
- Final Destination (2009)
- The Enemy Inside (2011)
- The Revelation (2013)
- Vena (2015)
- Fateless (2017)
- The Side Effects (2019)

### Középlemezek
- Nothing Lasts Forever (2010)
- Through Clarity (2012)
- Until the End (2014)

### Videók
- Three Days of Adrenaline (2011)
- The Score: 2007-2013 (2014)
- Evolve (2014)

### Kislemezek
- "Fiction" (2008)
- "8AM" (2009)
- "Vena II" (2016)